# Kazunari Dōmen
Kazunari Dōmen (japanisch 堂免 一成 Dōmen Kazunari; * 24. September 1953) ist ein japanischer Chemiker an der Universität Tokio. Er ist für seine Arbeit zur quantitativen Synthese (in großem Stil) von Wasserstoff durch photokatalytische Wasserspaltung bekannt.
Dōmen erwarb an der Universität Tokio 1976 einen Bachelor, 1979 einen Master und 1982 mit der Arbeit Photocatalytic Reaction on Some Semiconductor Powders einen Ph.D. in Chemie. Im selben Jahr erhielt er eine erste Professur (Assistant Professor) an der Tōkyō Kōgyō Daigaku (Tokyo Institute of Technology, TIT), arbeitete aber noch 1985/86 als Postdoktorand am IBM Almaden Research Center in San José, Kalifornien. Er stieg am TIT 1990 zum Associate Professor auf und erhielt 1996 eine ordentliche Professur. Seit 2004 ist Dōmen Professor an der Universität Tokio. Gemeinsam mit Takashi Hisatomi betreibt er seit 2017 zusätzlich ein Forschungslabor an der Shinshū-Universität.
Laut Datenbank Scopus hat Dōmen (Stand September 2024) einen h-Index von 152. Seit 2024 zählt der Medienkonzern Clarivate Analytics ihn aufgrund der Zahl der Zitationen zu den Favoriten auf einen Nobelpreis für Chemie (Clarivate Citation Laureates).